# Seelbach (Herborn)
Seelbach is een plaats in de Duitse gemeente Herborn, deelstaat Hessen, en telt 3729 inwoners (2008).